# Yoshihisa Furukawa
Pour les articles homonymes, voir Furukawa.
Yoshihisa Furukawa (古川 禎久, Furukawa Yoshihisa), né le 3 août 1965, est un homme politique japonais.
Élu à la Chambre des représentants, il est membre du Parti libéral-démocrate. 
Du 4 octobre 2021 au 10 août 2022, il est ministre de la Justice dans le gouvernement du Premier ministre Fumio Kishida. 

## Carrière
Natif de Kushima (Préfecture de Miyazaki), Furukawa est diplômé de l'université de Tokyo, où il est dans la même classe que Masahiko Shibayama et Takashi Yamashita.
En 1989, il rejoint le ministère du Territoire, des Infrastructures, des Transports et du Tourisme. Après s’être présenté sans succès aux élections de 1996 et 2000, il est élu pour la première fois en 2003 à la Chambre des représentants en tant qu'indépendant.
Du 4 octobre 2021 au 10 août 2022, il est ministre de la Justice dans le gouvernement du Premier ministre Fumio Kishida. Son successeur est Yasuhiro Hanashi.

## Opinions et actions politiques
Au parlement japonais, Yoshihisa Furukawa est actif dans la sensibilisation au problème du réchauffement global.
Le 21 décembre 2021, en tant que ministre de la Justice, Furukawa donne l'ordre d’exécuter trois personnes condamnées à mort, les premières exécutions depuis 2019,. Il déclare alors : « Je pense que la peine de mort est inévitable quand cela concerne des gens ayant commis des actes que la majorité de la population juge absolument vils et atroces. Abolir la peine de mort n’est pas approprié. ».